# ناحية شيوخ تحتاني
ناحية الشيوخ إحدى نواحي سوريا تتبع إداريّاً لمحافظة حلب منطقة عين العرب ومركزها بلدة شيوخ تحتاني، بلغ تعداد سكان الناحية 43,861 نسمة حسب التعداد السكاني لعام 2004.

## بلدات وقرى ناحية الشيوخ
الشيوخ فوقاني الشيوخ تحتاني 
الدوارة الكبيرة، جب فرج كبير، بلة، دادي، درب النوب، الحفيانة، هلالة، جبنة، خليل، خربة عطو، شيوخ تحتاني، مزدلفة، عوينة، قناية، قبة، صوانية، سيف علي، الشاكرية، الشمالية، الشهامة، تعلا، تاجية، تل أحمر، تل العبر، دار الباز فوقاني، قران فوقاني، شيوخ فوقاني، الواوية ، الزر. هناك قرى أخرى  ايلجاغ .قوردينا . الدادلي . سركت . القملق . البوراز . العوينة . حنكش